# Archipiélago de Abrojos
El archipiélago de Abrojos (en portugués: Arquipélago de Abrolhos) es un archipiélago volcánico brasileño situado en el océano Atlántico, perteneciente al estado de Bahía, a 52 kilómetros del puerto de Caravelas, en total posee una superficie de 50 km² (si se incluyen las áreas marina tiene 913 km²).
El archipiélago está constituido por cinco islas, las cuales están dispersas en un área la cual fue declarada en 1983 parque nacional Marino por el gobierno brasileño. Este parque es controlado por el IBAMA (Instituto Brasileño del Medio Ambiente y Recursos Renovables), con apoyo de la Marina Brasileña.

## Historia y etimología
El archipiélago se formó hace 42 a 52 millones de años, principalmente compuesto de rocas volcánicas y bancos de arena. Tiene los mayores arrecifes de coral del atlántico sur, algunos con alturas superiores a los veinte metros, como el arrecife Chapeirōes da Sueste. El nombre del parque proviene justamente de la expresión «abra los ojos» (abra os olhos en portugués), utilizada por los marinos para avisar sobre la presencia de arrecifes que cubren un área de 913 km² y por su cercanía con la superficie del agua, podían averiar seriamente las embarcaciones y provocar naufragios. Hasta el advenimiento de los sistemas de posicionamiento global o GPS la recalada al archipiélago de Abrojos era sumamente difícil por lo que las rutas marítimas se apartan de la costa en esa zona a fin de evitar los peligros que encierran, hoy razones ecológicas mantienen apartados de este santuario a los grandes mercantes a fin de prevenir contaminación.

## Características
Abrojos es un santuario ecológico que alberga varias especies de peces, aves, tortugas y moluscos. Cada año, por lo menos mil ballenas jorobadas migran a Abrojos procedentes de la Antártida, para procrear y amamantar lejos de sus predadores. Normalmente, las ballenas permanecen en Abrojos los últimos meses del año. El archipiélago atrae numerosos turistas gracias a esta migración animal, y a las excelentes condiciones para el buceo. Sin embargo, no existe infraestructura turística en el archipiélago, debido a la prohibición de desembarcar en las islas por ser parque natural protegido (la única excepción es Isla Santa Bárbara, donde vive un soldado con su familia en asignación permanente de la Marina Brasileña). De este modo, los turistas que van a bucear a Abrojos deben permanecer todo el tiempo a bordo de los barcos que los llevaron al archipiélago.
La primera expedición científica que llegó a Abrojos fue la del HMS Beagle en 1832 bajo el mando del comandante Robert Fitz Roy y en el que Charles Darwin iba como naturalista y geólogo.

## Islas del archipiélago
- Isla Santa Bárbara (bajo control de la Marina Brasileña)
- Isla Siriba
- Isla Sueste
- Isla Redonda
- Isla Guarita

- Datos: Q331529
- Multimedia: Parque Nacional Marinho dos Abrolhos / Q331529